# Eurobowl 2012
Navigation
Eurobowl 2011 Eurobowl 2013
L'Eurobowl 2012 est la 26e saison de l'European Football League.

## Clubs de l'édition 2012
| Club                     | Pays        | Saison 2011                                                                |
| ------------------------ | ----------- | -------------------------------------------------------------------------- |
| Berlin Adler             | Allemagne   | Quart de finaliste du championnat d'Allemagne Finaliste Eurobowl           |
| Calanda Broncos          | Suisse      | Champion de Suisse Quart de finaliste EFL                                  |
| Danube Dragons           | Autriche    | Demi-finaliste du championnat d'Autriche Quart de finaliste EFL            |
| Dracs de Badalona        | Espagne     | Vice-champion d'Espagne Poule EFL                                          |
| Flash de La Courneuve    | France      | Champion de France                                                         |
| Giants de Graz           | Autriche    | Demi-finaliste du championnat d'Autriche Demi-finaliste EFL                |
| Helsinki Wolverines      | Finlande    | Champion de Finlande                                                       |
| London Blitz             | Royaume-Uni | Champion du Royaume-Uni Vainqueur EFAF Cup                                 |
| Panthers de Parme        | Italie      | Champion d'Italie Poule EFL                                                |
| Pioners de L'Hospitalet  | Espagne     | Champion d'Espagne Poule EFL                                               |
| Prague Panthers (en)     | Tchéquie    | 5e du Championnat d'Autriche Vice champion de République Tchèque Poule EFL |
| Raiders du Tyrol         | Autriche    | Champion d'Autriche Vainqueur Eurobowl                                     |
| Schwäbisch Hall Unicorns | Allemagne   | Champion d'Allemagne                                                       |
| Vikings de Vienne        | Autriche    | Vice-champion d'Autriche Demi-finaliste EFL                                |

## Tour préliminaire
| Qualifié pour les quarts de finale |

| Club                 | Matchs | Matchs | Matchs | Matchs | Pts | Points de match | Points de match | Points de match |
| -------------------- | ------ | ------ | ------ | ------ | --- | --------------- | --------------- | --------------- |
| Club                 | Nb.    | Vic.   | Nuls   | Déf.   | Pts | +               | -               | ≠               |
| Prague Panthers (en) | 1      | 1      | 0      | 0      | 3   | 41              | 34              | +7              |
| Danube Dragons       | 1      | 0      | 0      | 1      | 0   | 34              | 41              | -7              |

- 29 avril 2012 :

Dragons 34 - 41 Panthers
| Club                | Matchs | Matchs | Matchs | Matchs | Pts | Points de match | Points de match | Points de match |
| ------------------- | ------ | ------ | ------ | ------ | --- | --------------- | --------------- | --------------- |
| Club                | Nb.    | Vic.   | Nuls   | Déf.   | Pts | +               | -               | ≠               |
| Calanda Broncos     | 2      | 2      | 0      | 0      | 6   | 101             | 42              | +59             |
| Helsinki Wolverines | 2      | 0      | 0      | 2      | 0   | 42              | 101             | -59             |

- 21 avril 2012 :

Broncos 49 - 6 Wolverines
- 5 mai 2012 :

Wolverines 36 - 52 Broncos
| Club                     | Matchs | Matchs | Matchs | Matchs | Pts | Points de match | Points de match | Points de match |
| ------------------------ | ------ | ------ | ------ | ------ | --- | --------------- | --------------- | --------------- |
| Club                     | Nb.    | Vic.   | Nuls   | Déf.   | Pts | +               | -               | ≠               |
| Schwäbisch Hall Unicorns | 2      | 2      | 0      | 0      | 6   | 88              | 20              | +68             |
| Panthers de Parme        | 2      | 1      | 0      | 1      | 0   | 44              | 50              | -6              |
| Dracs de Badalona        | 2      | 0      | 0      | 2      | 0   | 12              | 74              | -62             |

- 24 mars 2012 :

Panthers 30 - 6 Dracs
- 21 avril 2012 :

Dracs 6 - 44 Unicorns
- 5 mai 2012 :

Unicorns 44 - 14 Panthers
| Club                    | Matchs | Matchs | Matchs | Matchs | Pts | Points de match | Points de match | Points de match |
| ----------------------- | ------ | ------ | ------ | ------ | --- | --------------- | --------------- | --------------- |
| Club                    | Nb.    | Vic.   | Nuls   | Déf.   | Pts | +               | -               | ≠               |
| London Blitz            | 2      | 2      | 0      | 0      | 6   | 28              | 20              | +8              |
| Flash de La Courneuve   | 2      | 1      | 0      | 1      | 3   | 33              | 21              | +12             |
| Pioners de L'Hospitalet | 2      | 0      | 0      | 2      | 0   | 28              | 48              | -20             |

- 7 avril 2012 :

Flash 6 - 7 Blitz
- 21 avril 2012 :

Blitz 21 - 14 Pioners
- 5 mai 2012 :

Pioners 14 - 27 Flash

## Phase finale
|  | Quarts de finale         | Quarts de finale         | Quarts de finale  | Quarts de finale  |                   |                   | Demi-finales | Demi-finales | Demi-finales | Demi-finales |  |  | Finale                                            | Finale                                            | Finale                                            | Finale                                            |
|  |                          |                          |                   |                   |                   |                   |              |              |              |              |  |  |                                                   |                                                   |                                                   |                                                   |
|  | 26 mai                   | 26 mai                   | 26 mai            | 26 mai            |                   |                   | 16 juin      | 16 juin      | 16 juin      | 16 juin      |  |  | Eurobowl XXVI 21 juillet Vaduz, Rheinpark Stadion | Eurobowl XXVI 21 juillet Vaduz, Rheinpark Stadion | Eurobowl XXVI 21 juillet Vaduz, Rheinpark Stadion | Eurobowl XXVI 21 juillet Vaduz, Rheinpark Stadion |
|  | 26 mai                   | 26 mai                   | 26 mai            | 26 mai            |                   |                   | 16 juin      | 16 juin      | 16 juin      | 16 juin      |  |  | Eurobowl XXVI 21 juillet Vaduz, Rheinpark Stadion | Eurobowl XXVI 21 juillet Vaduz, Rheinpark Stadion | Eurobowl XXVI 21 juillet Vaduz, Rheinpark Stadion | Eurobowl XXVI 21 juillet Vaduz, Rheinpark Stadion |
|  | Raiders du Tyrol         | Raiders du Tyrol         | 56                | 56                |                   |                   | 16 juin      | 16 juin      | 16 juin      | 16 juin      |  |  | Eurobowl XXVI 21 juillet Vaduz, Rheinpark Stadion | Eurobowl XXVI 21 juillet Vaduz, Rheinpark Stadion | Eurobowl XXVI 21 juillet Vaduz, Rheinpark Stadion | Eurobowl XXVI 21 juillet Vaduz, Rheinpark Stadion |
|  | Raiders du Tyrol         | Raiders du Tyrol         | 56                | 56                |                   |                   | 16 juin      | 16 juin      | 16 juin      | 16 juin      |  |  | Eurobowl XXVI 21 juillet Vaduz, Rheinpark Stadion | Eurobowl XXVI 21 juillet Vaduz, Rheinpark Stadion | Eurobowl XXVI 21 juillet Vaduz, Rheinpark Stadion | Eurobowl XXVI 21 juillet Vaduz, Rheinpark Stadion |
|  | Prague Panthers (en)     | Prague Panthers (en)     | 14                | 14                |                   |                   | 16 juin      | 16 juin      | 16 juin      | 16 juin      |  |  | Eurobowl XXVI 21 juillet Vaduz, Rheinpark Stadion | Eurobowl XXVI 21 juillet Vaduz, Rheinpark Stadion | Eurobowl XXVI 21 juillet Vaduz, Rheinpark Stadion | Eurobowl XXVI 21 juillet Vaduz, Rheinpark Stadion |
|  | Prague Panthers (en)     | Prague Panthers (en)     | 14                | 14                | Raiders du Tyrol  | Raiders du Tyrol  | 3            | 3            |              |              |  |  | Eurobowl XXVI 21 juillet Vaduz, Rheinpark Stadion | Eurobowl XXVI 21 juillet Vaduz, Rheinpark Stadion | Eurobowl XXVI 21 juillet Vaduz, Rheinpark Stadion | Eurobowl XXVI 21 juillet Vaduz, Rheinpark Stadion |
|  | 26 mai                   |                          |                   |                   | Raiders du Tyrol  | Raiders du Tyrol  | 3            | 3            |              |              |  |  | Eurobowl XXVI 21 juillet Vaduz, Rheinpark Stadion | Eurobowl XXVI 21 juillet Vaduz, Rheinpark Stadion | Eurobowl XXVI 21 juillet Vaduz, Rheinpark Stadion | Eurobowl XXVI 21 juillet Vaduz, Rheinpark Stadion |
|  |                          |                          | Calanda Broncos   | Calanda Broncos   | 35                | 35                |              |              |              |              |  |  | Eurobowl XXVI 21 juillet Vaduz, Rheinpark Stadion | Eurobowl XXVI 21 juillet Vaduz, Rheinpark Stadion | Eurobowl XXVI 21 juillet Vaduz, Rheinpark Stadion | Eurobowl XXVI 21 juillet Vaduz, Rheinpark Stadion |
|  | Giants de Graz           | Giants de Graz           | Calanda Broncos   | Calanda Broncos   | 35                | 35                | 14           | 14           |              |              |  |  | Eurobowl XXVI 21 juillet Vaduz, Rheinpark Stadion | Eurobowl XXVI 21 juillet Vaduz, Rheinpark Stadion | Eurobowl XXVI 21 juillet Vaduz, Rheinpark Stadion | Eurobowl XXVI 21 juillet Vaduz, Rheinpark Stadion |
|  | Giants de Graz           | Giants de Graz           | 17 juin           |                   |                   |                   | 14           | 14           |              |              |  |  | Eurobowl XXVI 21 juillet Vaduz, Rheinpark Stadion | Eurobowl XXVI 21 juillet Vaduz, Rheinpark Stadion | Eurobowl XXVI 21 juillet Vaduz, Rheinpark Stadion | Eurobowl XXVI 21 juillet Vaduz, Rheinpark Stadion |
|  | Calanda Broncos          | Calanda Broncos          | 19                | 19                |                   |                   |              |              |              |              |  |  | Eurobowl XXVI 21 juillet Vaduz, Rheinpark Stadion | Eurobowl XXVI 21 juillet Vaduz, Rheinpark Stadion | Eurobowl XXVI 21 juillet Vaduz, Rheinpark Stadion | Eurobowl XXVI 21 juillet Vaduz, Rheinpark Stadion |
|  | Calanda Broncos          | Calanda Broncos          | 19                | 19                | Calanda Broncos   | Calanda Broncos   | 27           | 27           |              |              |  |  |                                                   |                                                   |                                                   |                                                   |
|  | 27 mai                   |                          |                   |                   | Calanda Broncos   | Calanda Broncos   | 27           | 27           |              |              |  |  |                                                   |                                                   |                                                   |                                                   |
|  |                          |                          | Vikings de Vienne | Vikings de Vienne | 14                | 14                |              |              |              |              |  |  |                                                   |                                                   |                                                   |                                                   |
|  | Vikings de Vienne        | Vikings de Vienne        | Vikings de Vienne | Vikings de Vienne | 14                | 14                | 25           | 25           |              |              |  |  |                                                   |                                                   |                                                   |                                                   |
|  | Vikings de Vienne        | Vikings de Vienne        |                   |                   |                   |                   |              |              |              |              |  |  |                                                   |                                                   |                                                   |                                                   |
|  | Schwäbisch Hall Unicorns | Schwäbisch Hall Unicorns | 13                | 13                |                   |                   |              |              |              |              |  |  |                                                   |                                                   |                                                   |                                                   |
|  | Schwäbisch Hall Unicorns | Schwäbisch Hall Unicorns | 13                | 13                | Vikings de Vienne | Vikings de Vienne | 34           | 34           |              |              |  |  |                                                   |                                                   |                                                   |                                                   |
|  | 27 mai                   |                          |                   |                   | Vikings de Vienne | Vikings de Vienne | 34           | 34           |              |              |  |  |                                                   |                                                   |                                                   |                                                   |
|  |                          |                          | Berlin Adler      | Berlin Adler      | 7                 | 7                 |              |              |              |              |  |  |                                                   |                                                   |                                                   |                                                   |
|  | Berlin Adler             | Berlin Adler             | Berlin Adler      | Berlin Adler      | 7                 | 7                 | 21           | 21           |              |              |  |  |                                                   |                                                   |                                                   |                                                   |
|  | Berlin Adler             | Berlin Adler             |                   |                   |                   |                   |              | 21           |              |              |  |  |                                                   |                                                   |                                                   |                                                   |
|  | London Blitz             | London Blitz             | 15                | 15                |                   |                   |              |              |              |              |  |  |                                                   |                                                   |                                                   |                                                   |
|  | London Blitz             | London Blitz             | 15                | 15                |                   |                   |              |              |              |              |  |  |                                                   |                                                   |                                                   |                                                   |
|  |                          |                          |                   |                   |                   |                   |              |              |              |              |  |  |                                                   |                                                   |                                                   |                                                   |